# Parijamuvasz
Parijamuvasz (luvi mpa-ri-ya-mu-u-wa-aš 𒁹𒉺𒊑𒄿𒀀𒈬𒌋𒉿𒀸 normalizált alakban Pariyamuwaš, „kiemelkedően erős” vagy „nagyon bátor”) Vilusza királya volt valamikor III. Tudhalijasz hettita király uralkodása előtt. Egyetlen történeti forrás említi Tudhalijasz idejéből, vagyis az i. e. 13. század végéről. Nem ismert az uralkodás ideje, sem elődje, sem utódja.
A Parijamuvasz nevet több kutató Priamosz személyével kapcsolja össze, először 1934-ben Emil Forer próbálkozott ezzel. A Vilusza–Trója azonosítás egyre elterjedtebb, így indokolt a névhasonlóság alapján a feltevés. Viszont a viszonylag késői említés több feltevést enged meg. Ha Parijamuvasz valamikor III. Tudhalijasz uralkodása környékén élt, akkor az Alakszandusz–Parisz azonosítás nem állja meg a helyét, mivel Alakszandusz biztosan II. Muvatallisz kortársa volt az i. e. 13. század első felében. Ez esetben a trójai háború a Tudhalijaszt követő századvégi összeomlás, azaz III. Arnuvandasz vagy II. Szuppiluliumasz idejére tehető. Így Parijamuvasz fia és utódja lehetett Valmusz, Vilusza utolsó ismert uralkodója, akinek menekülni kellett onnan. Ez esetben Parijamuvasz lehet azonos a homéroszi Parisszal, és apja Pijamaradu lehetett Priamosz.
Azonban nem tudni, hogy Tudhalijasz előtt mennyivel uralkodott Parijamuvasz. Így megáll az a feltevés is, hogy a három hettita forrásból (CTH#181, 182 és 191 – Tavagalavasz-levél, Millavanda-levél, Manapa-Tarhuntasz-levél) ismert Pijamaradu millavandai uralkodóval azonos. Ez esetben időben pontosan Kukunnisz és Alakszandusz közé esik és megmagyarázza, hogy a CTH#76 (Alakszandusz-levél) miért foglalkozik Kukunnisz idejének állapotaival. Pijamaradu ugyanis Ahhijava szövetségeseként a Hettita Birodalom ellensége volt és talán rövid időre elfoglalta Viluszát is – esetleg ez is lehet a trójai háború történeti előképe.